# 葉澍堃
葉澍堃，GBS，JP（1951年9月8日—），生於香港，籍貫廣東南海，曾任香港經濟發展及勞工局局長（2002年7月1日—2007年6月30日）。退休後，他主持多個飲食節目，成為美食評論家。現任華潤水泥獨立非執行董事。

## 簡介
葉澍堃早年就讀沙田墟信義學校（現為基督教香港信義會禾輋信義學校）和聖保羅書院，1973年畢業於香港大學社會科學學院, 並取得社會科學學士，同年11月加入香港政府政務職系，先後服務於多個政府部門，包括：
- 1974年至1970年代末：深水埗民政事務專員
- 1987年12月至1992年11月：副金融事務司；
- 1992年11月至1993年3月：立法局副主席特別助理；
- 1993年5月至1994年12月：保險業監理專員；
- 1994年12月至1996年3月：勞工處處長
- 1996年6月：經濟司，主權移交後改稱經濟局局長
- 2000年6月：財經事務局局長
- 2002年7月1日至2007年6月30日：經濟發展及勞工局局長

葉澍堃曾赴牛津大學、哈佛商學院和清華大學進行深造。他亦曾考取香港律師公會第一及第二部分認可考試，以自修形式考取香港律師執業牌照。
香港大學民意研究計劃2006年2月3日至7日進行的政府官員民望調查顯示，葉澍堃的支持率為57%，在三司十一局首長當中排名第二，次於保安局局長李少光的70%。
2006年初，葉澍堃主要工作圍繞香港電力市場開放的準備。

## 私人生活
葉澍堃已婚，其妻子為關勝財（Nancy），二人育有兩名兒子葉瀚林、葉瀚華，其中兒子葉瀚林因管有兒童色情物品而被判刑8個月。
他是香港賽馬會會員，先後養有馬匹「勝利合奏」、「厚福」（與王英偉、王守忠與張天寵合夥擁有）、「得勝非凡」（個人名下）、「千兩寶寶」、「跑寶貝跑」（與林建岳合夥擁有）、「精彩非凡」、「智勇非凡」、「自由飛」、「盛勢東方」、「敬禮」、「大彩池」、「勝在當下」（優勢團體名下）、「保羅威威」、「保羅承傳」、「保羅傳奇」、「保羅輝煌」（男保羅校友團體名下）。
在2007年8月，葉澍堃獲選為香港賽馬會董事，2021年9月卸任，由韋安祖繼任。

## 曾主持電視節目
- 《名人飯堂》：無綫電視，2009年[5][6]
- 《尋味葡萄》：無綫電視，2009年[7]

## 資料來源
1. 1 2 3 4 5  盧子健、何安達. . 天地圖書. 1994: 525.
2. ↑  〈特首運轉強 三司一不穩〉。《文匯報》。2004年1月21日。
3. ↑  熱烈慶賀抵港一週年．荃灣分店隆重登場[永久]
4. ↑  . 香港文匯報. 2005-04-11  [2019-12-31]. 原始内容存档于2019-12-31.
5. ↑  隔牆有耳：葉澍堃扮食家[永久]蘋果日報，2008年12月3日
6. ↑  名人飯堂 第6集 的存檔，存档日期2009-01-29.
7. ↑  MyTV -尋味葡萄  的存檔，存档日期2009-12-23.

- 經濟發展及勞工局網站
- 香港政府官員簡介
- 《葉澍堃兩手準備開放電網》，載香港政府新聞網，2006年2月15日
- 港大民意網站新聞公報 （页面存档备份，存于），發表於2006年2月9日

| 官衔                                  | 官衔                                | 官衔                                     |
| ------------------------------------- | ----------------------------------- | ---------------------------------------- |
| 前任者： 蕭炯柱                       | 經濟司 1996年－1997年               | 職位取消 原因：改為經濟局局長            |
| 新設職位 原因：改自經濟司             | 經濟局局長 1997年－2000年           | 繼任者： 李淑儀                          |
| 前任者： 許仕仁                       | 財經事務局局長 2000年－2002年       | 繼任者： 馬時亨 （財經事務及庫務局局長） |
| 新設職位 原因：經濟局及教育統籌局重組 | 經濟發展及勞工局局長 2002年－2007年 | 職位取消 原因：決策局改組                |